# Монтемор-у-Велью (район)
Монтемор-у-Велью (порт. Montemor-o-Velho) — район (фрегезия) в Португалии, входит в округ Коимбра. Является составной частью муниципалитета Монтемор-у-Велью. Находится в составе крупной городской агломерации Большая Коимбра. По старому административному делению входил в провинцию Бейра-Литорал. Входит в экономико-статистический субрегион Байшу-Мондегу, который входит в Центральный регион. Население составляет 2853 человека на 2001 год. Занимает площадь 24,82 км².